# FunOrb
FunOrb var en webbplats för spel som skapat av det brittiska företaget Jagex Ltd. som även äger RuneScape.

Förr hade webbplatsen fler än 25 spel som det gick att välja mellan och flera där man kunde köra online. Det gick att bli medlem och då spela Onlinespel gratis, om man har ett RuneScape konto kan man också använda det till att spela. Medlemsavgiften var runt 30 kronor i månaden.
FunOrb stängdes ner den 17 Augusti 2018.